# اسکار باب
اسکار باب (انگلیسی: Oscar Bobb؛ زادهٔ ۱۲ ژوئیهٔ ۲۰۰۳) بازیکن فوتبال اهل نروژ است که در پست وینگر راست برای باشگاه فوتبال منچستر سیتی در لیگ برتر انگلستان بازی می‌کند.
وی همچنین در تیم‌های ملی فوتبال نوجوانان، جوانان ، زیر ۲۱ سال نروژ و بزرگسالان نروژ نیز بازی کرده‌است.

## افتخارات

### باشگاهی

#### منچستر سیتی
- قهرمانی لیگ برتر فوتبال انگلستان:۲۳–۲۰۲۲[۲]
- قهرمانی جام حذفی فوتبال انگلستان:۲۳–۲۰۲۲[۳]
- قهرمانی لیگ قهرمانان اروپا:۲۳–۲۰۲۲[۴]
- قهرمانی سوپرجام اروپا:۲۰۲۳[۵]
- قهرمانی جام باشگاه‌های جهان:۲۰۲۳[۶]

### فردی
- بهترین گل ماه لیگ برتر فوتبال انگلستان:ژانویه ۲۰۲۴[۷]